# Туксен, Эрик
Эрик Туксен (дат. Erik Tuxen) — датский дирижёр.

## Биография
Родился 4 июля 1902 года в Мангейме (Германия). Учился в Мангейме у Виктора Шёлера игре на фортепиано, Н. О. Ростеда музыкальной теории, Р. Берга дирижированию, и в Вене у Эрнста Тоха композиции. В 1927—1929 годах Туксен был дирижёром Любекского оперного театра. В 1929 году переехал в Копенгаген, где работал в Новом театре (1929—1930), Королевском театре (1930—1932) и театре «Нёрребру» (1932—1933). В 1932 году создал джазовый оркестр, которым руководил до 1936 года. С 1936 года был дирижёром симфонического оркестра Датского радио.
Гастролировал во многих странах Европы и Америки, под его руководством исполнялись произведения датских композиторов, в том числе Карла Нильсена. В 1950 году выступал на  Эдинбургском музыкальном фестивале. Скончался 28 августа 1957 года в Копенгагене.